# Национално знаме на Северна Македония
Знамето на Северна Македония представлява червено платнище със златно слънце с осем лъча, които се разпространяват по краищата на знамето. То е прието на 5 октомври 1995 г. и по политически причини замества предишното знаме с изображение на звездата от Вергина, прието след независимостта на Северна Македония. Слънцето от знамето символизира „новото слънце на свободата“, за което се пее в македонския национален химн Денес над Македония.

## История
Традиционно червеният и жълтият цвят са характерни за македонските символи. След приключване на Втората световна война и след създаването на македонската държава в рамките на югославската федерация, знамето на Народна Република Македония е червено с червена петолъчна звезда със златен ръб и заоблени краища, изобразена в средата на знамето. То е най-вероятно базирано на знамето на македонския батальон „Гоце Делчев“. Това знаме се използва между 1944 и 1946 г. На 26 юли 1946 г. ръководството на Демократична федеративна Македония, на второто извънредно заседание на Народното събрание на НРМ, официализирана традиционното червено знаме с жълта петолъчка в горния ляв ъгъл. Това знаме остава като национален символ до 1992 г., когато Социалистическа Република Македония е част от СФРЮ.
От независимостта на страната до 1995, на знамето е изобразена Звездата от Вергина. Това довежда до масови протести в съседна Гърция и икономическа блокада на границата, поради гръцкия характер на този символ. През 1995 г. по време на преговорите за Временното споразумение с Република Гърция е взето политическо решение за определяне на ново знаме на Република Македония. През лятото на същата година Народното събрание на Македония възлага на Мирослав Гърчев да подготви идейни решения за ново знаме и нов герб на държавата. Новото графично решение трябва да използва същите цветове, както предишното знаме и да съдържа графически символ на слънцето. След представяна на 12 различни предложения е одобрено това с осем лъча, което е прието на 5 октомври 1995 г. с леки промени спрямо предложението.

### Предишни знамена
- Знамето на Народна Република Македония (1944 – 1946)
- Знамето на Социалистическа Република Македония (1946 – 1992)
- Знамето на Република Македония (1992 – 1995)

### Предложения за знаме през 1995
През лятото на 1995 г. правителството на Република Македония поръчва на Мирослав Гърчев, македонски архитект и графичен дизайнер, да направи предложение за графично решение за нов държавен флаг. Той трябва да представи няколко различни идеи за ново знаме в първата фаза на проучването, от които едно трябва да бъде избрано като приемливо за всички политически партии. Новото графично решение трябва да използва същите цветове, както предишното знаме и да съдържа графически символ на слънцето. Новото знаме трябва да се различава съществено от предишното, но в същото време да осигури визуална и символична идентичност с него. По този начин се цели да се избегне разочарованието от политическия натиск за промяна. Едновременно с предложението за ново знаме, Гърчев трябва да представи и проект за нов държавен герб, който да представлява същия мотив и стилизация като знамето. Целта е работата по новите символи да се извърши за кратък срок и те да се приемат преди приключване на преговорите за Временно споразумение с Република Гърция.
В резултат на първата фаза от проекта са представени дванадесет възможни решения на флагове с централен слънчев мотив, които може да бъдат разделени на четири стилистични групи, в зависимост от начина на артистичната интерпретация на символа на слънцето. Първата група е слънчев диск без лъчи, като знамената на Япония, Корея, Бангладеш и др., втората е слънце с триъгълни лъчи, отделени от диска, като например знамената на Тайван, Казахстан, Малави и др., третата група е на слънце със средновековни вълнообразни лъчи като тези на флаговете на Аржентина, Етиопия, Малайзия, Уругвай и др. и последната е на слънце с радиално разпространяващи се лъчи от диска като флаговете на Филипините, Аризона, Тибет и др.
След две последователни селекции, вариантът с непрекъснати радиални лъчи, които се разпространяват към краищата е избран за най-подходящ и е решено той да се използва като основа за бъдещо знаме. За тази цел предложението е леко променено като се въвежда отношение на страните 5:8, което е приблизително златното сечение, за да се избегне деформирането на слънцето. Втората промяна е изместването на центъра на лъчите и разпределянето им по периметъра на малък правоъгълник в диска със същото „златно съотношение“ на страните си. С тези промени, според автора, слънцето излъчва хармония и свежест, които ще спомогнат за преодоляване на негативните реакции при приемане на знамето. Този вариант е предложен за гласуване в парламента и приет с леки промени. Отношението на страните е променено но 1:2, а около слънчевия диск е добавен червен кръг.
- Други предложения, които са отхвърлени при предварителните селекции
- Предложение от 1995 г.[7]
- Предложение от 1995 г.[7]
- Предложение от 1995 г.[7]
- Предложение от 1995 г.[7]
- Предложение от 1995 г.[7]
- Предложение от 1995 г.[7]
- Предложение от 1995 г.[7]
- Предложение от 1995 г.[7]
- Предложение от 1995 г.[7]

## Дизайн
Официално описанието на знамето на Македония е записано в Закона за знамето на Република Македония от 6 октомври 1995 г.:
| „ | чл. 2 Знамето на Република Македония е червено със златно-жълто слънце. Слънцето е с осем слънчеви лъчи които се простират от слънчевия диск с разширяване до ръбовете на знамето. Слънчевите лъчи се пресичат по диагонала, хоризонтала и вертикала. Диаметърът на слънчевия диск е една седма от дължината на знамето. Центърът на слънцето съвпада с точката в която се пресичат диагоналите на знамето. Отношението на ширината и дължината на знамето е едно към две. | “ |

Македонското законодателство не определя подробно дизайна на националното знаме. Единствено пропорциите и диаметърът на слънчевия диск са посочени в Закона за знамето на Република Македония. Подробната конструкция може да се изведе единствено от приложената скица. Според нея, ширината на слънчевите лъчи в края е 1/10 от ширината на флага (28 единици). Триъгълниците, образуващи хоризонталните лъчи, достигат центъра на знамето, докато триъгълниците, образуващи вертикалните лъчи, достигат въображаем кръг с диаметър половината от диаметъра на слънчевия диск (20 единици).
Диагоналните слънчеви лъчи имат един ръб, съответстващ на диагонала на флага, докато другият край достига въображаем кръг с диаметър 1/8 от диаметъра на слънчевия диск (5 единици). Широчината на диагоналните слънчеви лъчи на ръба на флага е 1,5 пъти по-голяма от широчината на хоризонталните и вертикални лъчи (42 единици). Диаметърът на въображаемата окръжност, образуваща външния ръб на червената фибрация около слънчевия диск, е 50 единици.
Официалните цветове на знамето също не са определени от македонското законодателство.
| Цвят | Официален цветови модел | RGB цветови модел | HEX цветови модел |
| ---- | ----------------------- | ----------------- | ----------------- |
|      | Pantone 485c            | (210, 0, 0)       | #D20000           |
|      | Pantone 108C            | (255, 230, 0)     | #FFE600           |
|      |                         | (0, 0, 0)         | #                 |
|      |                         | (0, 0, 0)         | #                 |
|      |                         | (0, 0, 0)         | #                 |
|      |                         | (0, 0, 0)         | #                 |

## Употреба
Според закона за употреба на герба, знамето и химна на Северна Македония, Знамето на Северна Македония е постоянно издигнато:
- над резиденцията на президента на Северна Македония, над сградата на Събранието на Северна Македония, над сградата на правителството на Северна Македония и над сградите, в които са настанени служителите, които ръководят министерствата в правителството на Северна Македония;
- над определени обекти на границата на Северна Македония и над други съоръжения в Северна Македония в близост до границата, съгласно специални разпоредби;
- в други случаи, при условия и по начин, определен в закона или друг регламент.

Знамето се издига също:
- в дните на празниците на Северна Македония, установени със закон – над сградите, в които са настанени органите на държавната власт, органите на местното самоуправление, обществените служби, обществени заведения и държавните предприятия;
- при изпращане на президента на Северна Македония и приемането на президента при завръщане от чужбина;
- при официално посещение в Северна Македония на президент на друга държава, суверен или упълномощен представител на международна организация;
- транспортните средства, използвани от президента на Северна Македония;
- в дните на траур, които правителството определя;
- в други случаи, при условия и по начин, определени от закона.

Знамето на Северна Македония се използва като знак на въздухоплавателно средство, кораб или друго плавателен съд, както и на други обществени транспортни средства, за маркиране на тяхната принадлежност към Република Македония.